# SuperBrawl
SuperBrawl era un evento in pay-per-view organizzato annualmente dalla World Championship Wrestling tra il 1991 ed il 2001. È stato il penultimo pay-per-view della WCW prima della chiusura della federazione avvenuta nel 2001. La prima edizione di SuperBrawl si tenne a maggio, ma dall'anno dopo si svolse nel mese di febbraio. L'evento venne concepito come prodotto concorrente a WrestleMania, il principale evento ppv della WWE.
SuperBrawl era uno degli eventi principali della WCW, insieme a Starrcade, Bash at the Beach, Uncensored, The Great American Bash e Halloween Havoc. 
La THQ creò un videogioco con lo stesso nome dell'evento, WCW SuperBrawl Wrestling, e fu pubblicato all'inizio degli anni novanta per il Super NES. Una versione pianificata per il Sega Mega Drive fu poi cancellata.
In tutte le edizioni di SuperBrawl, l'ultimo match è stato sempre riservato ad uno scontro valido per il WCW World Heavyweight Championship, eccezion fatta per SuperBrawl III e SuperBrawl VI. A SuperBrawl I e SuperBrawl III è stato messo in palio l'NWA World Heavyweight Championship (nella prima edizione dell'evento l'NWA World Heavyweight Championship aveva lo stesso valore del WCW World Heavyweight Championship).

## Date e luoghi di SuperBrawl
| Evento             | Data             | Città                         | Luogo                          | Main Event |
| ------------------ | ---------------- | ----------------------------- | ------------------------------ | --- |
| SuperBrawl I       | 19 maggio 1991   | Saint Petersburg (Florida)    | Bayfront Arena                 | Ric Flair (c) vs. Tatsumi Fujinami (c) per WCW World Heavyweight Championship e NWA World Heavyweight Championship  |
| SuperBrawl II      | 29 febbraio 1992 | Milwaukee (Wisconsin)         | Milwaukee Theatre at the MECCA | Lex Luger (c) vs. Sting per il WCW World Heavyweight Championship                                                   |
| SuperBrawl III     | 21 febbraio 1993 | Asheville (Carolina del Nord) | Asheville Civic Center         | Big Van Vader vs. Sting in un White Castle of Fear Strap match                                                      |
| SuperBrawl IV      | 20 febbraio 1994 | Albany (Georgia)              | Albany Civic Center            | Ric Flair (c) vs. Big Van Vader in un Thundercage match per il WCW World Heavyweight Championship                   |
| SuperBrawl V       | 19 febbraio 1995 | Baltimore (Maryland)          | Baltimore Arena                | Hulk Hogan (c) vs. Vader per il WCW World Heavyweight Championship                                                  |
| SuperBrawl VI      | 11 febbraio 1996 | Saint Petersburg (Florida)    | Bayfront Arena                 | Hulk Hogan vs. The Giant in uno Steel Cage match                                                                    |
| SuperBrawl VII     | 23 febbraio 1997 | San Francisco (California)    | Cow Palace                     | Hollywood Hogan (c) vs. Roddy Piper per il WCW World Heavyweight Championship                                       |
| SuperBrawl VIII    | 22 febbraio 1998 | San Francisco (California)    | Cow Palace                     | Sting vs. Hollywood Hogan per il vacante WCW World Heavyweight Championship                                         |
| SuperBrawl IX      | 21 febbraio 1999 | Oakland (California)          | Oakland Arena                  | Hollywood Hogan (c) vs. Ric Flair per il WCW World Heavyweight Championship                                         |
| SuperBrawl 2000    | 20 febbraio 2000 | San Francisco (California)    | Cow Palace                     | Sid Vicious (c) vs. Scott Hall vs. Jeff Jarrett in un Triple threat match per il WCW World Heavyweight Championship |
| SuperBrawl Revenge | 18 febbraio 2001 | Nashville (Tennessee)         | Nashville Municipal Auditorium | Scott Steiner (c) vs. Kevin Nash in un Retirement match per il WCW World Heavyweight Championship                   |